# NGC 1687
NGC 1687 (другие обозначения — ESO 361-13, MCG -6-11-5, PGC 16166) — спиральная галактика в созвездии Резец.
Два спиральных рукава галактики образуют псевдокольцо.
В 1989 году галактика участвовала в калибровке ПЗС-матриц телескопа Европейской южной обсерватории
Этот объект входит в число перечисленных в оригинальной редакции «Нового общего каталога».